# Algie's Sister
Algie's Sister è un cortometraggio muto del 1914 diretto da Gilmore Walker.

## Produzione
Il film fu prodotto dalla Selig Polyscope Company.

## Distribuzione
Distribuito dalla General Film Company, il film - un cortometraggio in una bobina - uscì nelle sale cinematografiche statunitensi il 7 luglio 1914.